# Острів Андрія
О́стрів Андрі́я (рос. Остров Андрея) — невеликий острів у морі Лаптєвих, біля східного узбережжя півострову Таймир. Територіально відноситься до Красноярського краю, Росія.
Острів має овальну форму, витягнутий із північного сходу на південний захід. Висота до 14 м на сході. Вкритий болотами, має 3 невеликих озерця. На півдні відмежовує від моря Андріївську затоку.